# Gongxi (köpinghuvudort i Kina, Jiangxi Sheng, lat 27,66, long 115,90)
Gongxi är en köpinghuvudort i Kina. Den ligger i provinsen Jiangxi, i den sydöstra delen av landet, omkring 110 kilometer söder om provinshuvudstaden Nanchang. Antalet invånare är 27 554. Befolkningen består av 12 914 kvinnor och 14 640 män. Barn under 15 år utgör 21,0 %, vuxna 15-64 år 69 %, och äldre över 65 år 9,0 %.
Runt Gongxi är det ganska tätbefolkat, med 160 invånare per kvadratkilometer. Gongxi är det största samhället i trakten. I omgivningarna runt Gongxi växer huvudsakligen savannskog.
Genomsnittlig årsnederbörd är 2 267 millimeter. Den regnigaste månaden är juni, med i genomsnitt 364 mm nederbörd, och den torraste är oktober, med 22 mm nederbörd.